# Дебелоопашат лемур джудже
Дебелоопашатият лемур джудже (Cheirogaleus medius) е вид бозайник от семейство Лемури джуджета (Cheirogaleidae).

## Разпространение и местообитание
Разпространен е в Мадагаскар.